# Komm, süßer Tod
Komm, süßer Tod (Komm, suesser Tod) är en österrikisk film från 2000 av den österrikiske regissören Wolfgang Murnberger. 
Filmen bygger på en kriminalromanen skriven av den österrikiske författaren Wolf Haas, som har skrivit flera framgångsrika böcker om samma karaktär, den före detta polisen Brenner. Filmen sågs av fler än 200 000 åskådare i Österrike, vilket gör den till en av de framgångsrikaste Österrikiska filmerna under de senaste decennierna.

## Skådespelare
Huvudrollen spelas av den populära kabaré-skådespelaren Josef Hader, som även varit delaktig i manusskrivandet och som återkom i nästa Haas-filmatisering, Silentium från 2004. 

## Handling
Efter sin karriär inom polisen och ett misslyckat försök som privatdetektiv arbetar Brenner numera som ambulansförare. Tillsammans med sin kollega kommer han oegentligheter på spåren inom ambulansbranschen, och de blir indragna i en serie mord. Ytterst handlar intrigen om en dödligt upptrissad konkurrens mellan olika räddningskårer.